# Automobile Manufacturing Company
Automobile Manufacturing Company war ein britischer Hersteller von Automobilen.

## Unternehmensgeschichte
Das Unternehmen aus London begann 1910 mit der Produktion von Automobilen. Der Markenname lautete AMC. Im gleichen Jahr endete die Produktion. Eine andere Quelle nennt die Zeit um 1900 als Produktionszeitraum.

## Fahrzeuge
Im Angebot standen Dampfwagen. Für den Antrieb sorgte ein Dampfmotor mit 10 PS Leistung. Die Höchstgeschwindigkeit war mit 64 km/h angegeben.